# Aceetaldehyde
Aceetaldehyde of ethanal is een aldehyde dat gebruikt wordt als grondstof voor de synthese van verschillende chemische verbindingen, vooral van azijnzuur, butaan-1-ol en ethylacetaat. Het is een vluchtige, kleurloze, zeer licht ontvlambare vloeistof met een sterke fruitige geur.
Aceetaldehyde is voor het eerst beschreven door Justus von Liebig en Johann Döbereiner in 1835.

## Voorkomen
Naast de uitstoot van bedrijven die de stof produceren of gebruiken, is de verbranding en foto-oxidatie van koolwaterstoffen een bron van aceetaldehyde in het milieu. Aceetaldehyde komt ook voor in voedingsproducten zoals rijp fruit en koffie. Daarnaast is een van de negen schadelijke stoffen van sigarettenrook. 
Ook ontstaat aceetaldehyde als afbraakproduct van alcohol. Daarbij draagt het bij aan het gevoel van een kater.

## Synthese
Aceetaldehyde kan worden bereid door de oxidatie van etheen (het zogenaamde Wackerproces), met palladium(II)chloride-koper(II)chloride als katalysator:
{\displaystyle {\ce {2H2C=CH2 + O2 -> 2CH3CHO}}}
Een andere mogelijkheid is de dehydrogenering van ethanol (onder invloed van het enzym ADH):
{\displaystyle {\ce {C2H5OH + NAD+ -> CH3CHO + NADH + H+}}}
Nog een synthesemethode is de katalytische hydratatie van ethyn:
{\displaystyle {\ce {C2H2 + H2O -> CH3CHO}}}

## Toepassingen
Aceetaldehyde wordt vooral gebruikt als een intermediaire stof bij de productie van andere chemicaliën. Meer dan 50% van de productie gaat naar de synthese van azijnzuur. Belangrijke van aceetaldehyde afgeleide producten zijn het oplosmiddel ethylacetaat; penta-erytritol (gebruikt bij de productie van synthetische harsen voor de verfindustrie); en pyridines. Aceetaldehyde wordt gebruikt bij de productie van parfums, polyesterharsen en verfstoffen. Het wordt ook gebruikt als oplosmiddel in de rubber- en papierindustrie en in de leerlooierij; als bewaarmiddel voor fruit en vis; als smaakmiddel; om gelatine te verharden; om alcohol te denatureren; en in bepaalde brandstofmengsels (Meta). In het laboratorium wordt de stof gebruikt als reductor in die gevallen waarin de aanwezigheid van metaalionen storend op de bepaling of reactie werkt.

## Toxicologie en veiligheid
Aceetaldehyde is een vluchtige, zeer licht ontvlambare vloeistof. Het vormt in de lucht onstabiele peroxiden die kunnen exploderen. Het moet daarom in een koele, donkere, goed geventileerde ruimte opgeslagen worden in luchtdichte behouders en onder een inert gas zoals stikstof of argon. Ontstekingsbronnen moeten vermeden worden bij de opslag of het gebruik van aceetaldehyde.
Aceetaldehyde reageert hevig met watervrij ammoniak, waterstofcyanide, waterstofsulfide en alkalische verbindingen zoals natriumhydroxide.

### Gezondheidsaspecten
Aceetaldehyde is het voornaamste afbraakproduct van alcohol; het negatieve effect van ethanol, de kater, worden toegeschreven aan aceetaldehyde. Aceetaldehyde zelf wordt voornamelijk in de lever geoxideerd tot azijnzuur met behulp van het enzym aldehydedehydrogenase. Aceetaldehyde is de stof die bij overmatige alcoholconsumptie misselijkheid en braken veroorzaakt.

#### Acute effecten
Blootstelling aan gematigde concentraties van aceetaldehyde leidt tot irritatie van de ogen (vanaf 50 ppm gedurende 15 minuten) en de ademhalingsorganen (neus en keel) (vanaf 200 ppm gedurende 15 minuten).

#### Subchronische en chronische effecten
Langdurige blootstelling van de huid aan aceetaldehyde kan roodheid en brandwonden veroorzaken. Herhaalde blootstelling kan dermatitis veroorzaken ten gevolge van irritatie of sensibilisatie.

#### Carcinogeniciteit
Langdurige blootstelling aan aceetaldehyde in de ademlucht op de werkplek zou een risico op kanker kunnen geven. 
Dit vermoeden is afgeleid uit studies in dieren die chronisch zijn blootgesteld aan inhalatie. Er zijn echter weinig tot geen humane epidemiologische data om de associatie tussen blootstelling aan aceetaldehyde en kanker te onderbouwen.